# المالحة (جنوب سيناء)
قرية المالحة هي إحدى القرى التابعة لمركز رأس سدر في محافظة جنوب سيناء في جمهورية مصر العربية. حسب إحصاءات سنة 2018، بلغ إجمالي السكان في المالحة 969 نسمة، منهم 517 رجل و 452 إمرأة.